# Кински, Вилем
Вилем Кински из Вхиниц и Тетова (чеш. Vilém Kinský z Vchynic a Tetova; 1574, Эгер, Чешское королевство — 25 февраля 1634, там же) — чешский политический деятель. Поддержал антигабсбургское восстание 1618 года, стал членом Директории, позже перешёл на сторону Фердинанда Габсбургского. Стал посредником в тайных переговорах Альбрехта Валленштейна со Швецией и Францией и был убит вместе с ним по приказу императора.

## Биография
Вилем Кински родился в 1574 году и стал четвёртым сыном в семье Яна Кински из Вхиниц и Тетова и его жены Анны Паузар из Михница. В юности он совершил путешествие во Францию, в 1617 году занял пост высочайшего ловчего Чешского королевства. В 1618 году Кински поддержал восстание сословий и стал членом нового чешского правительства, Директории, однако спустя всего месяц сложил полномочия, так что его место занял брат Радслав. На королевских выборах 1619 года он поддержал кандидатуру саксонского курфюрста, но избран был Фридрих Пфальцский.
После подавления восстания в 1620 году Кински смог доказать императору Фердинанду свою невиновность, сохранил за собой владения и пост высочайшего ловчего. При этом жил он главным образом в Саксонии, построив в Дрездене роскошный дворец. В конце 1620-х годов Кински сблизился с Альбрехтом Валленштейном, с которым его связывало свойство. Тот добился для Кински титула имперского графа и позволения не переходить из лютеранства в католичество (1628). Когда император сместил Валленштейна с поста главнокомандующего, Кински начал тайные переговоры с Саксонией, Францией и Швецией, готовя захват Валленштейном чешской короны.
В январе 1634 года император отдал тайный приказ арестовать или убить Валленштейна и его союзников. Кински был убит вечером 25 февраля в Эгерском замке во время банкета вместе с Илло и Терцки. Его владения были конфискованы.
В браке Вилема Кински и Эльжбеты Терцки родились Арнольд Арношт, Ольдржих и Филипп Мориц (все умерли после 1648 года).

## Память
Вилем Кински стал персонажем драматической трилогии Фридриха Шиллера «Валленштейн». Он появляется в пьесах «Пикколомини» и «Смерть Валленштейна».